# Vie quotidienne chez les Étrusques

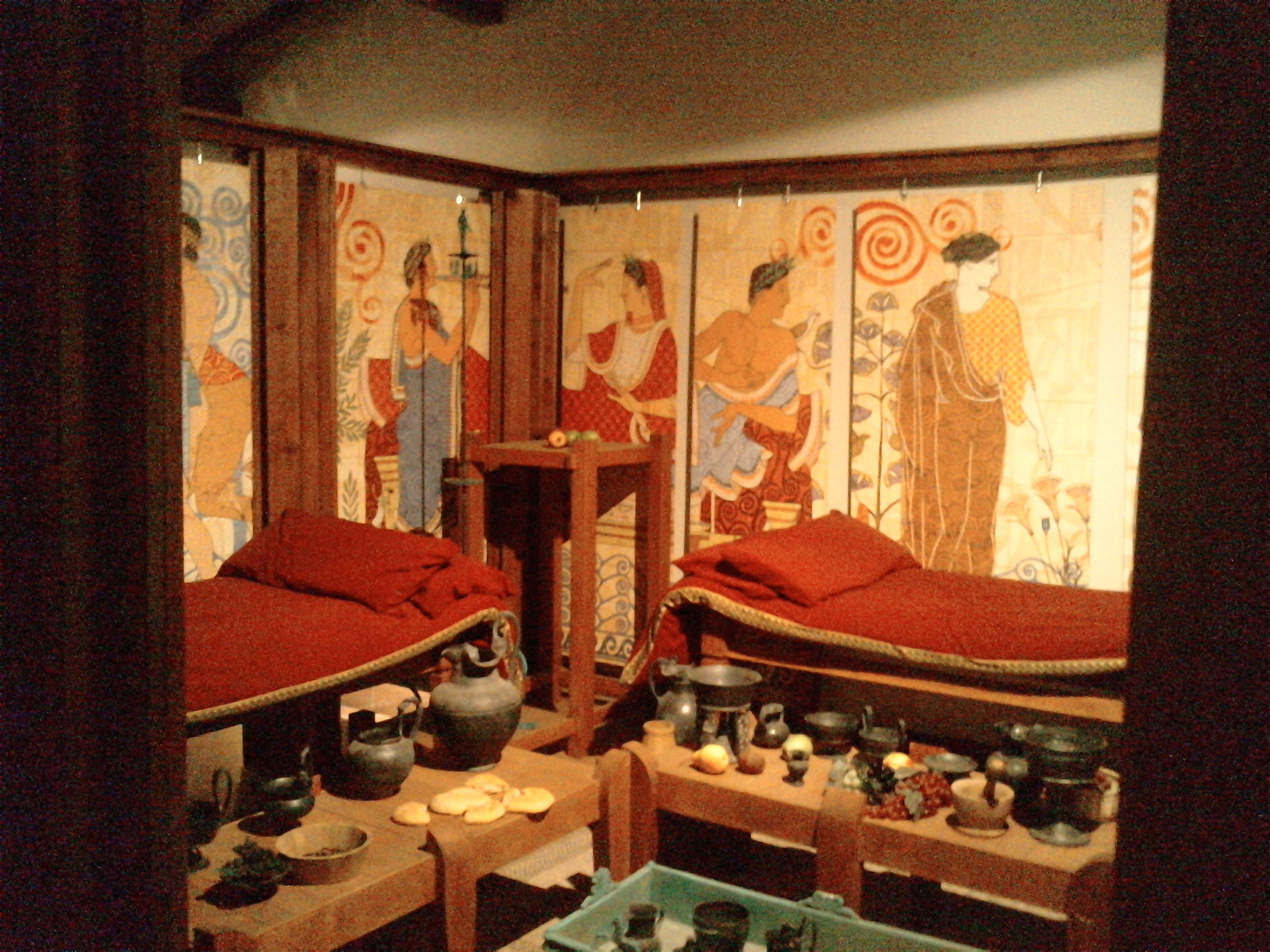
Reconstitution d'un symposium étrusque au musée de Chianciano Terme.

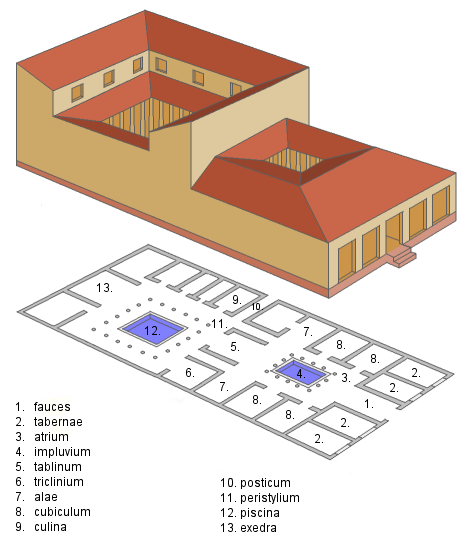
La villa qui deviendra romaine avec ses attributions précises.

La vie quotidienne chez les Étrusques est difficile à reconstituer, car peu de témoignages littéraires sont disponibles et l'historiographie étrusque fut très controversée au XIXe siècle (voir étruscologie).
L'essentiel des connaissances des us et coutumes de la vie quotidienne des Étrusques nous est accessible par l'observation détaillée des mobiliers funéraires de leurs tombes souvent familiales : urnes et sarcophages décorés, accompagnés d'objets courants autant féminins que masculins, détail des fresques, bas-reliefs, découverts la plupart aux XVIIIe et XIXe siècles, vrai début de l'étude scientifique de leur civilisation.

## La table

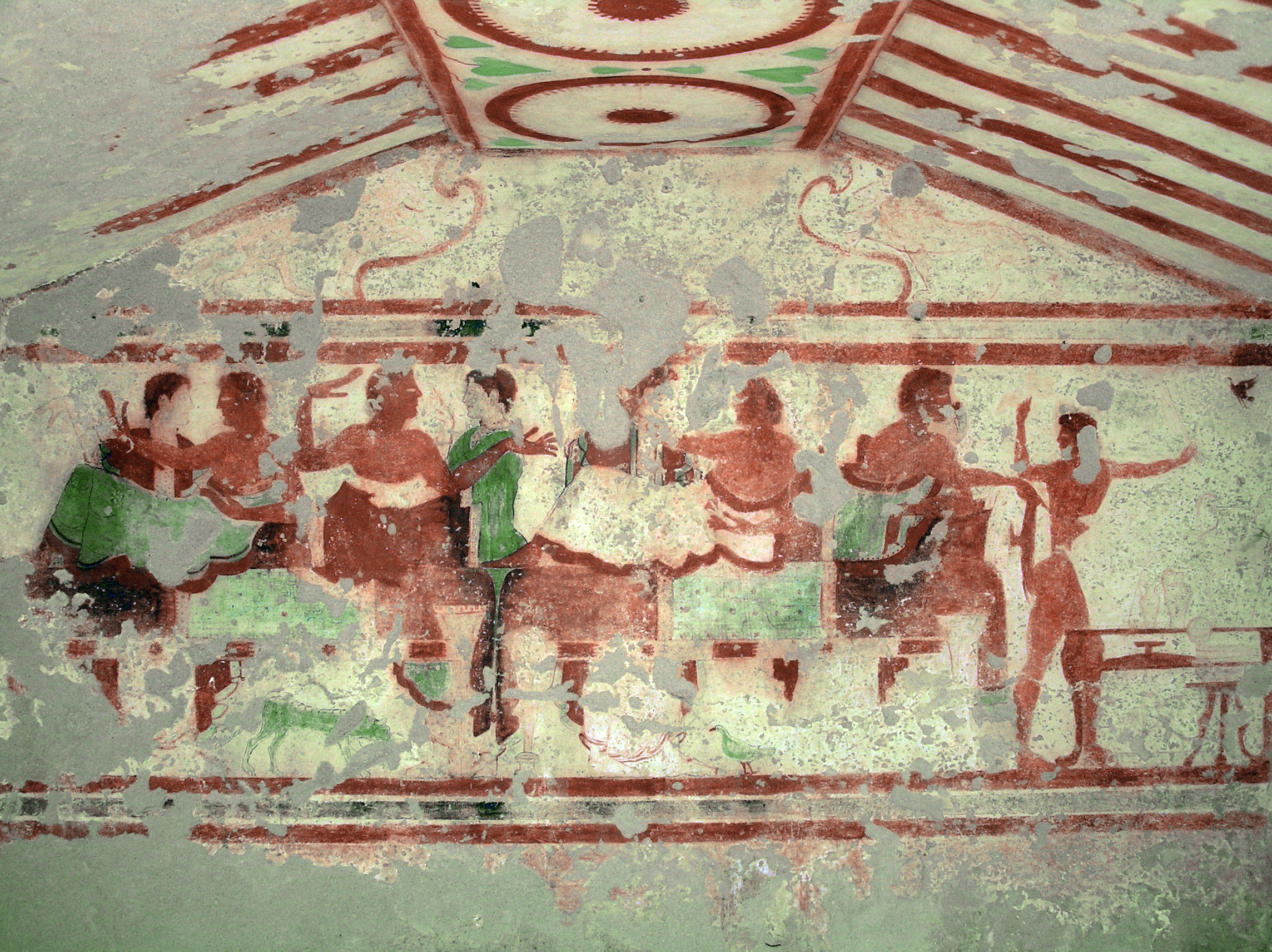
Fresque du banquet de la tombe 5513 de Monterozzi.

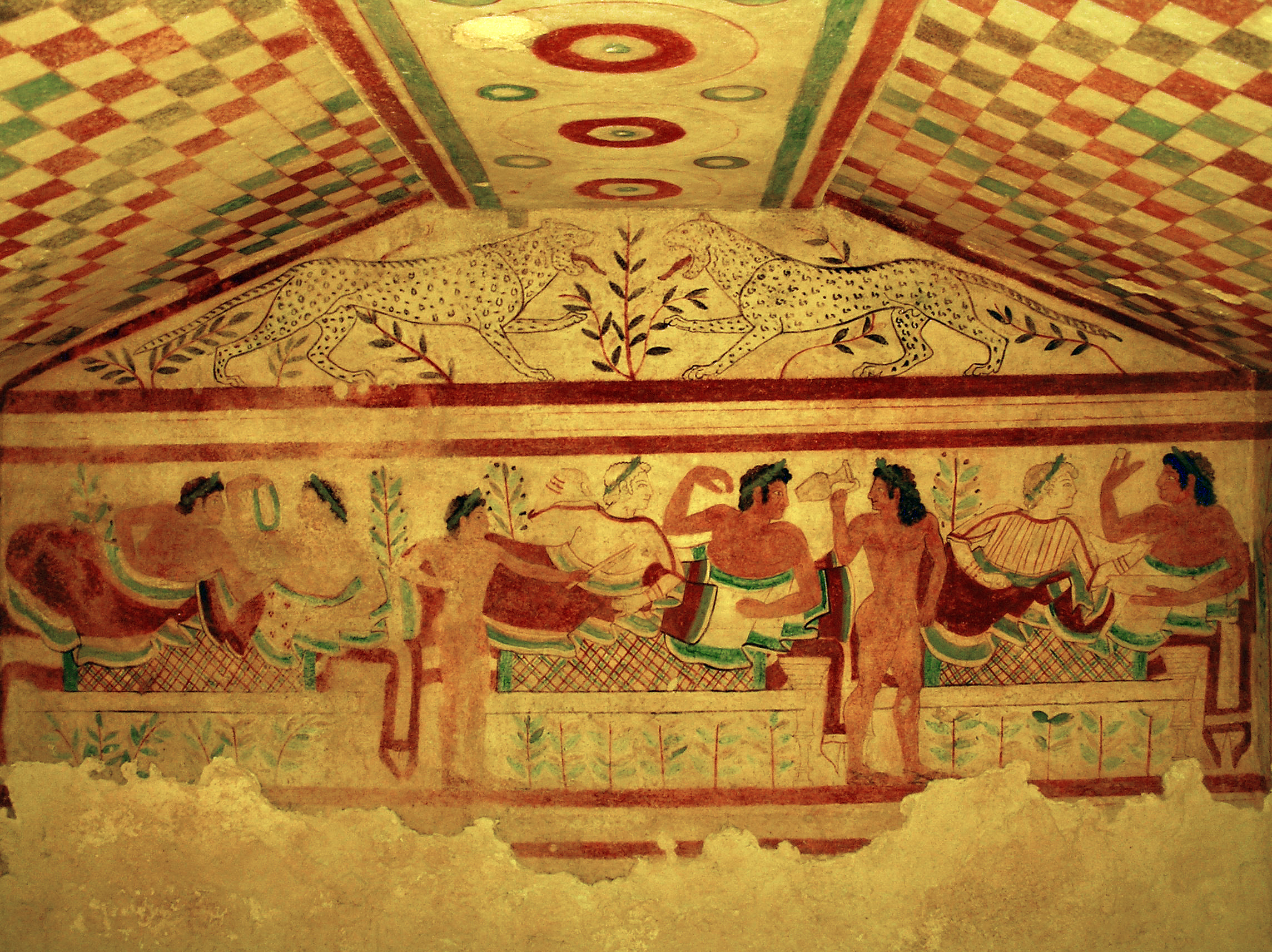
autre fresque transférée à Tarquinia.

Malgré tout un historien grec, Posidonios, commente la richesse de la table étrusque : « Les Étrusques font préparer deux fois dans la journée une table somptueuse avec tout ce qui contribue à une vie délicate ; disposer des nappes brodées en fleurs ; couvrir la table d’une grande quantité de vaisselle en argent ; se faire servir par un nombre considérable d'esclaves ». Cette vie est bien évidemment celle d'un nanti bien différente de celle du peuple.
Une abondante forêt permet la construction d'une flotte maritime mais aussi l'exploitation minière. La prospérité de son commerce est basée sur l'exportation d'artisanat (bucchero), d'importantes quantités de vins et l'importation de l’étain depuis la Gaule.
Dès le VIIe siècle av. J.-C. au moins, la culture de la vigne et la production de vin y sont attestées comme en témoigne la fabrication d'amphores destinées au transport du vin et largement diffusées en mer Tyrrhénienne et Méditerranéenne.

### Alimentation

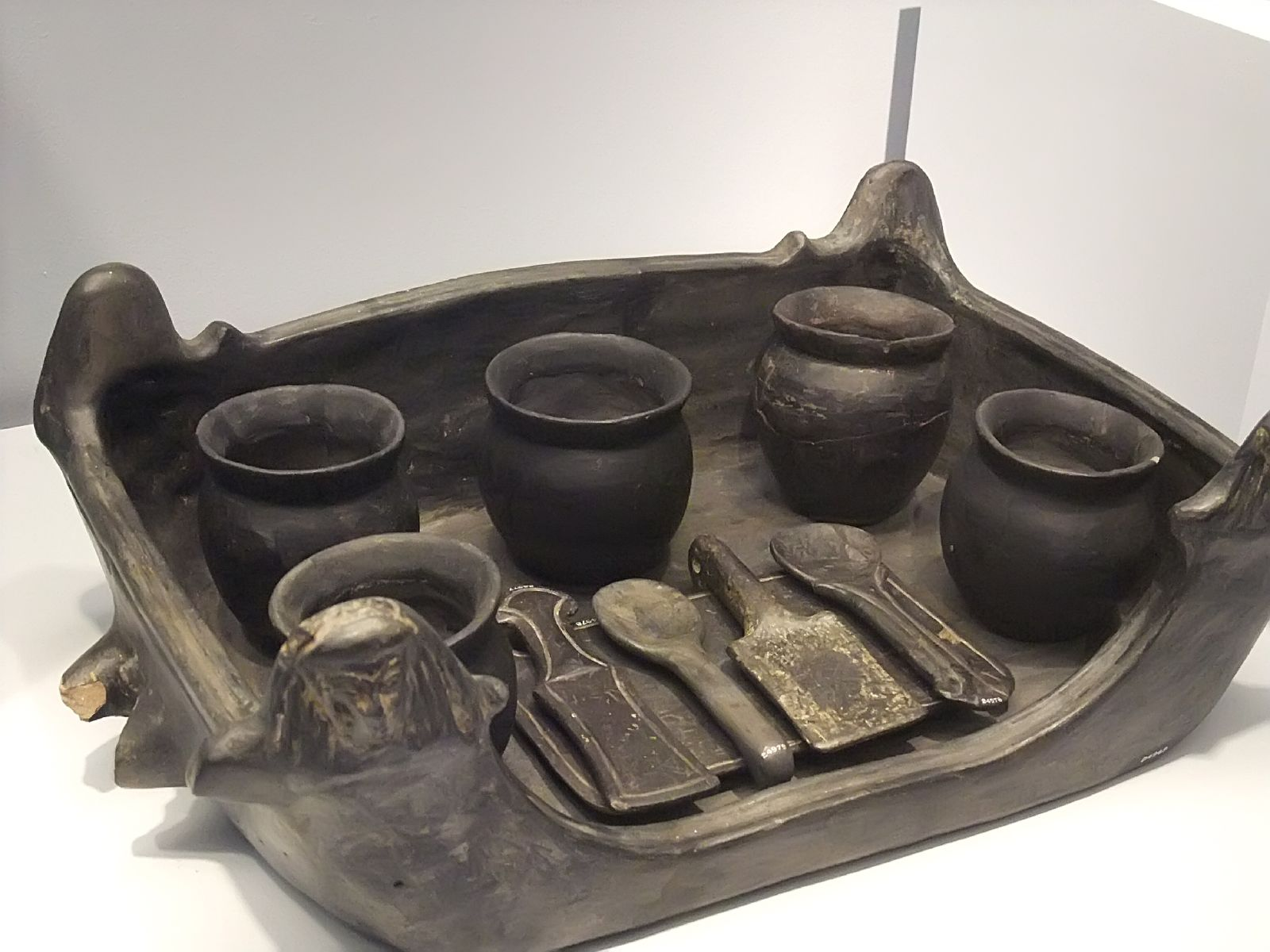
Service de table de (-550) – (-500) trouvé dans une tombe à Chiusi.

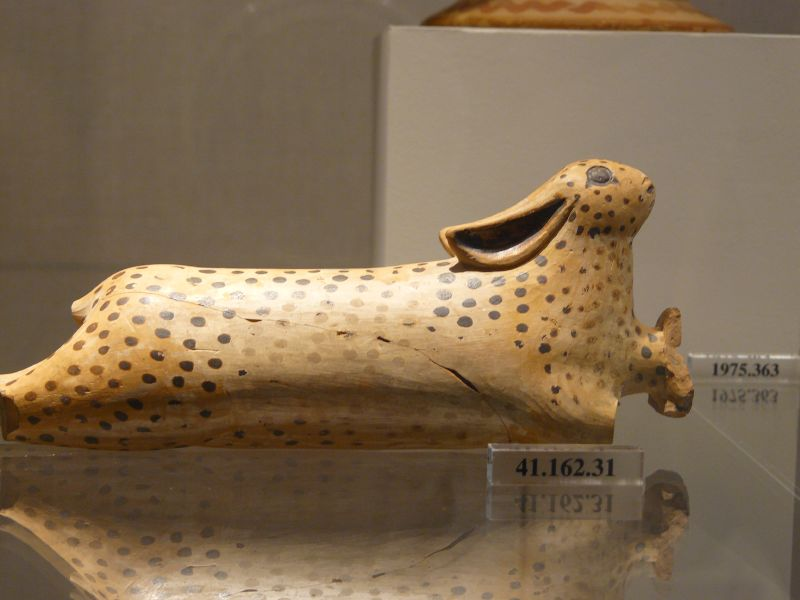
Aryballe en forme de lièvre mort.

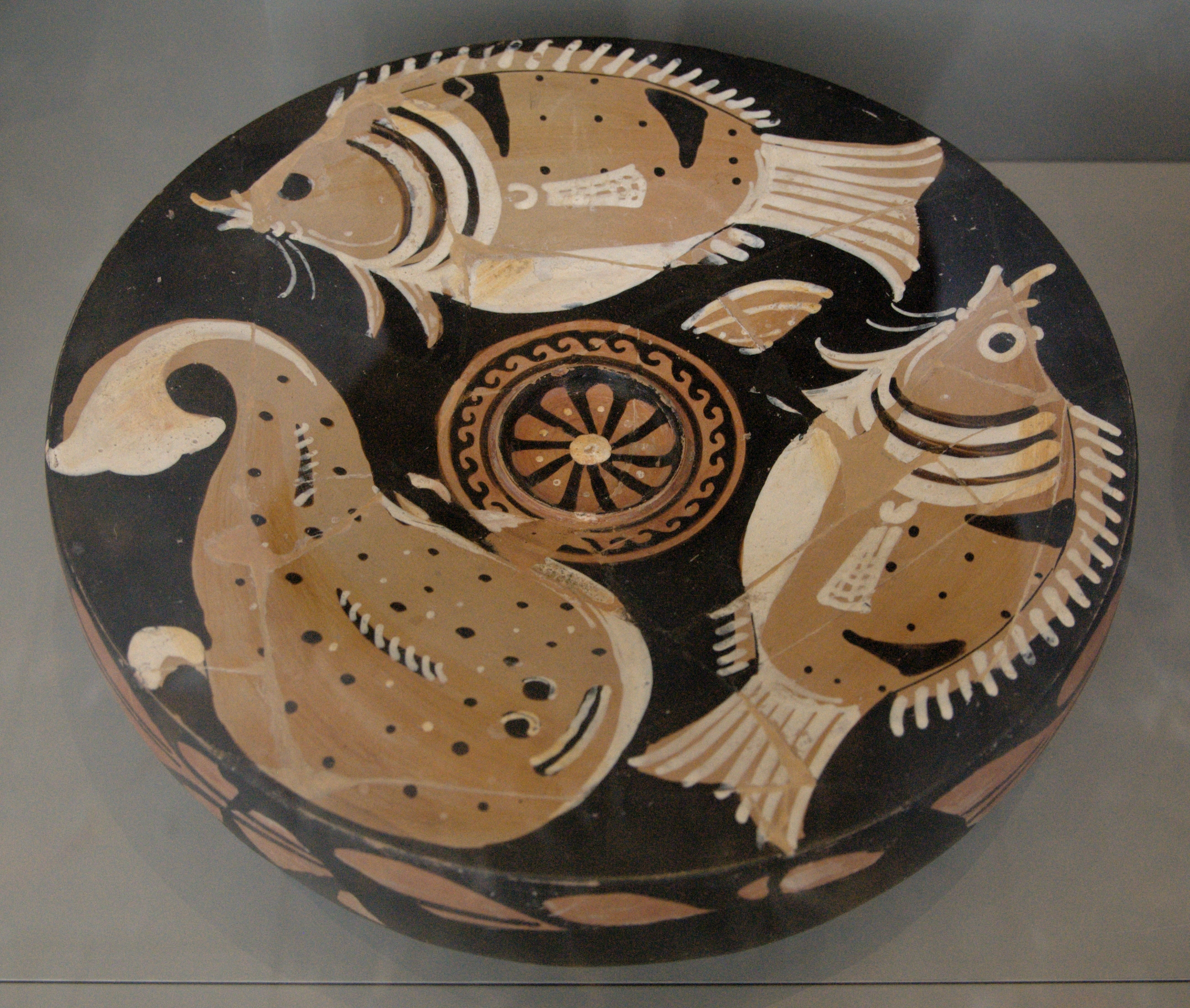
Assiette à poissons typique de l'Italie du Sud de la deuxième moitié du

La base de l'alimentation des Étrusques était faite principalement de bouillie de céréales et de légumes. Les poissons d'eau douce et d'eau salée devaient avoir certainement leur place. La consommation de viande était liée aux sacrifices rituels et consommée les jours de fête religieuse. Représenté peint sur des vases, lors de scènes de chasse, le lièvre était un gibier très apprécié. Plusieurs ustensiles de cuisine, passoires, amphores, vases, louche en bronze ainsi que de typiques assiettes à poissons sont exposés dans les musées européens parmi lesquels le Altes Museum, le musée du Louvre et le musée national étrusque de la villa Giulia.

## Le faste du banquet
Les fresques, présentes ou relevées dans beaucoup de tombes des nécropoles étrusques, exposent les Étrusques dans le faste du banquet du Triclinium, buvant et mangeant avec opulence (sensible aussi dans le couvercle des sarcophages figurés), la richesse des vaisselles et objets quotidiens (dés) retrouvées dans les tombes, accompagnant le défunt dans l'au-delà avec le souvenir de sa vie terrestre.

## Les jeux
Les jeux étrusques, représentés aussi dans les fresques des tombes, occupaient une place importante dans leur vie. Hérodote rapporte leurs nombreux jeux : les dés, le kottabos, celui de la balle (episkyros ou harpastum), le jeu de Phersu, l'Askôliasmos, la borsa...
Si les Étrusques s'inspirent directement des pratiques grecques pour leurs jeux sportifs panétrusques (Volsinies), pugilat et lutte, lancer du disque, javelot, saut en longueur, course à pied simple ou en armes (hoplitodromie), des ludi circenses que les Romains reprendront en partie, certains jeux s'en distinguent comme les courses de chevaux montés (bas-reliefs de Poggio Civitate), acrobatie des desultores, courses de chars (bige, trige et quadrige) que les auriges pratiquent rênes nouées derrière le dos.
D'autres jeux nommés ludi scaenici, jeux de la scène à vocations rituelle et votive, spectacles de danse ou de ballet (dont le jeu de l'histrion), dont Varron nous informe d'un auteur de tragédies étrusques nommé Volnius, seront repris également par les Romains plus dans un but réellement théâtral.

## La musique

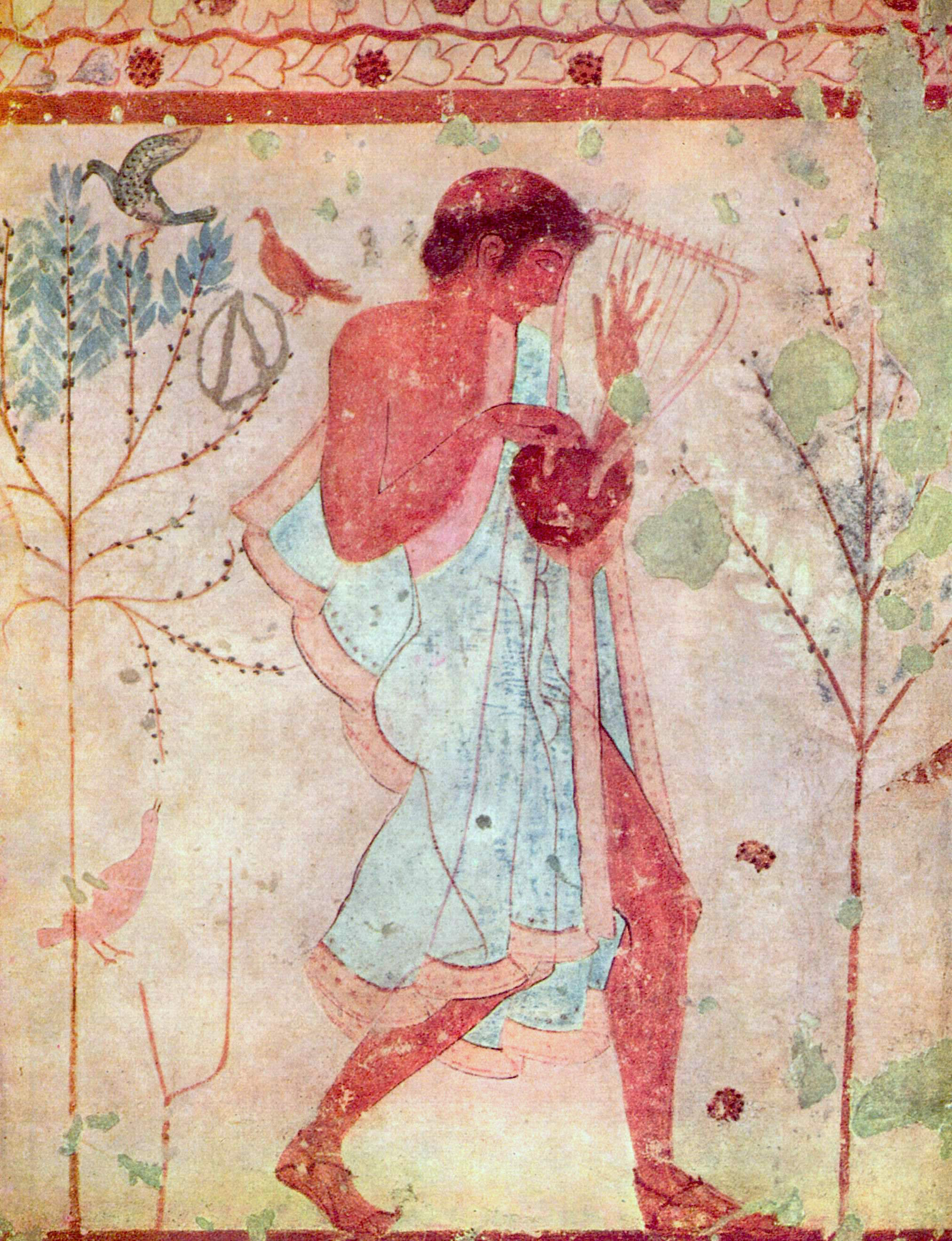
Musicien.

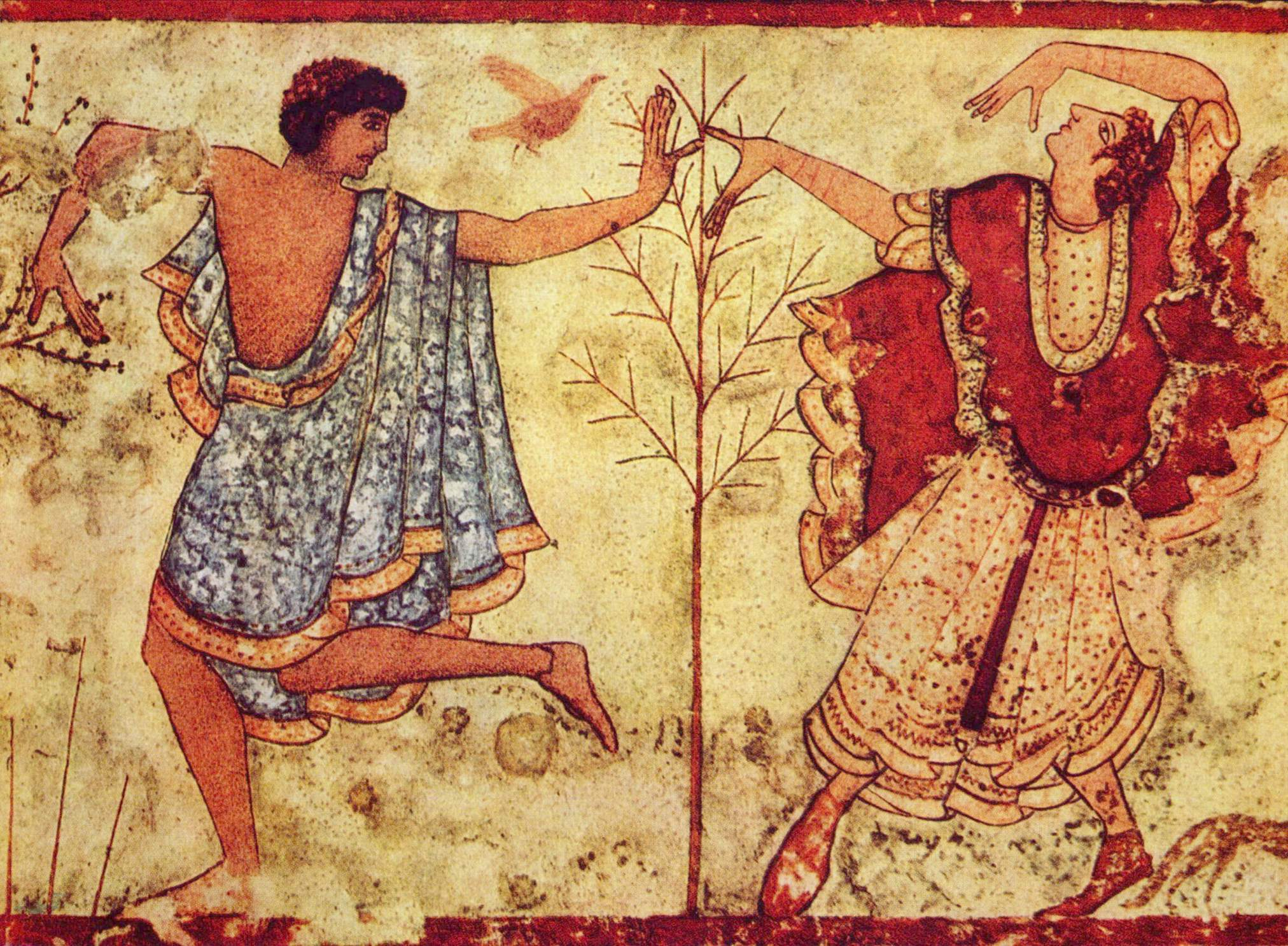
Danse sur une fresque d'une tombe de Monterozzi.

La musique étrusque y est présente également et les mêmes fresques représentent les joueurs des différents instruments et leurs danseurs. Cette pratique est présente aussi sur les nombreux vases d'inspiration hellénistique.
Les vies citadine et agricole s'accompagnent de festivités et de pratiques rituelles et la musique y est présente comme la danse qu'elle provoque.

## Rites sociaux
La divination étrusque ponctue les prises de décision et les vestiges de différents bâtiments révèlent sa pratique (le templum pour le temple étrusque) ou les superstitions et croyances qui l'accompagnent (statues-acrotères comme le « cowboy de Murlo »).
La mythologie étrusque, interprétée de celle des Grecs, accompagne chacun des gestes de la vie quotidienne, y compris dans la maison (dieux Lares et Pénates), dans les activités agricoles, la guerre, l'édification des villes (génie protecteur)…

### La famille
- La transmission du nom du père et de celui de la mère aux enfants.
- L'égalité de droits et pouvoirs entre hommes et femmes

## Habillement
- Jupe en cloche (tombe Francesca Giustiniani - Monterozzi)

- Costumes des danseurs et chaussures à poulaines (Tombe du Triclinium, Tombe des Lionnes- Tarquinia)

### Chaussures
- Sandales (Tyrrhenica sandalia) répandues jusqu'à Athènes (Cratinos, Ve siècle av. J.-C.) à semelles de bois maintenues par des armatures métalliques (Bisenzio, Caere)[6]
- Les calcei repandi, souliers à la poulaine (Tombe des Augures, Tombe du Baron - Monterozzi, Sarcophage des Époux de Caere)
- Brodequins de l'Arringatore, de Velia Seitithi et de son esclave (Tombe des Boucliers - Monterozzi) montantes à courroies (« tyrrhéniennes », les Tyrrhena pedum selon Virgile)

### Chapeaux
- Le tutulus, bonnet conique féminin (Tombe des Lionnes de Monterozzi, Sarcophage des Époux de Caere, spectatrices de la Tombe des Biges de Tarquinia)

### Harnachement des chevaux
- La phalère

## Organisation sociale
- Le rite de fondation des villes
- les routes entre cités
- les citoyens
- l'aristocratie des principes
- les gentilices
- les domestiques ou serviteurs (oikétès) affranchis
- les esclaves (servus)
- les serfs (pénestes)
- les paysans indépendants
- les artisans qui occupaient une position importante[7].
- La division du temps et le calendrier étrusque :
  - de la journée de midi à midi (a contrario de minuit à minuit des Babyloniens et des Romains, du coucher de soleil à l'autre des Grecs)[8]
  - les semaines, les nones de huit jours pleins (nundinae) et le jour du marché le neuvième
  - des mois, sur le cycle lunaire, avec la césure de la pleine lune au milieu, des Ides (que les Romains reprendront)
  - les années écoulées se manifestent par un clou planté dans le mur du temple de la déesse Nortia (repris par les Romains dans le temple du Jupiter Capitolin)
  - les siècles de durée variable (jusqu'à 119 et 123 ans, dépassant la durée maximale de la vie humaine), dont chaque passage est soumis aux prodiges (la nation étrusque devant durer dix siècles) (Censor).
- la villa et ses éléments bien attribuées :
  - l'Atrium son compluvium et impluvium
  - le tablinum

## Quelques objets
- l'araire simple
- Le peigne

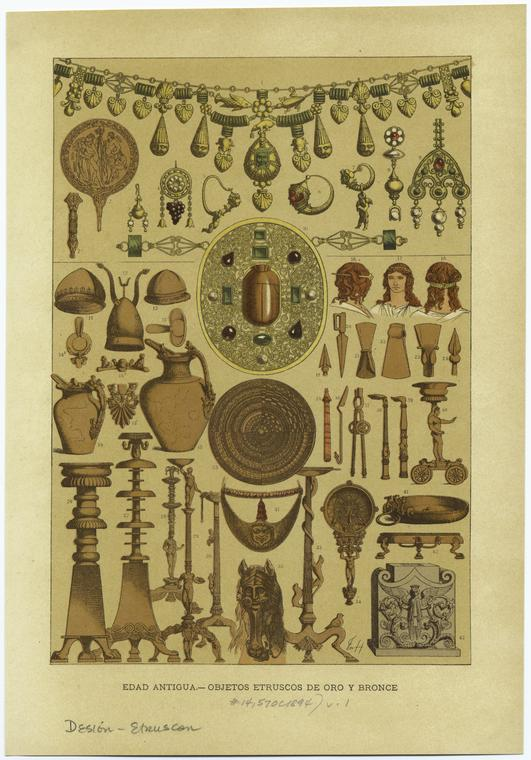
Planche de différents objets supposés étrusques, en or et en bronze.

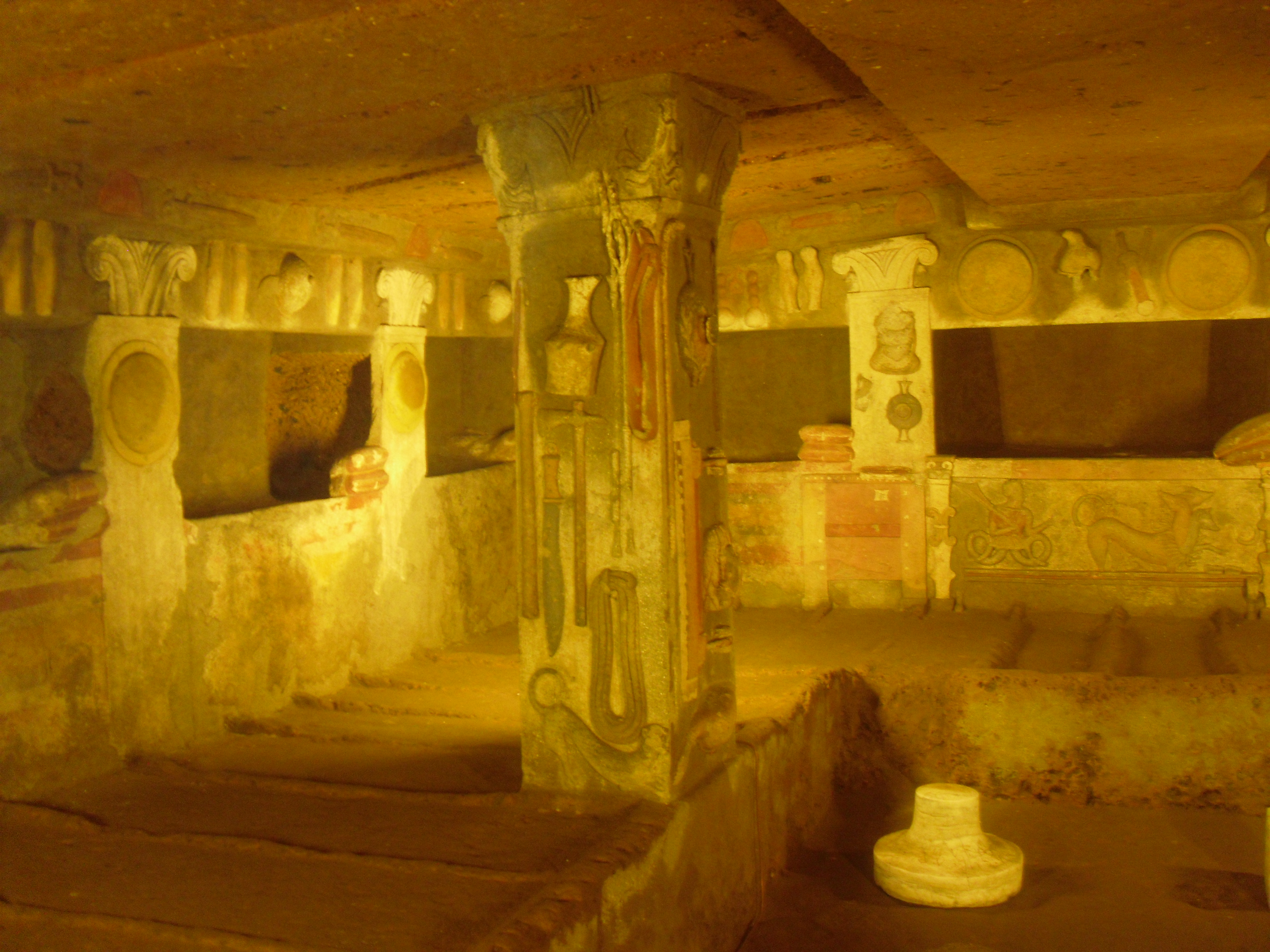
Détails en bas-reliefs d'objets quotidiens sur les murs et colonnes de la Tombe des Reliefs.

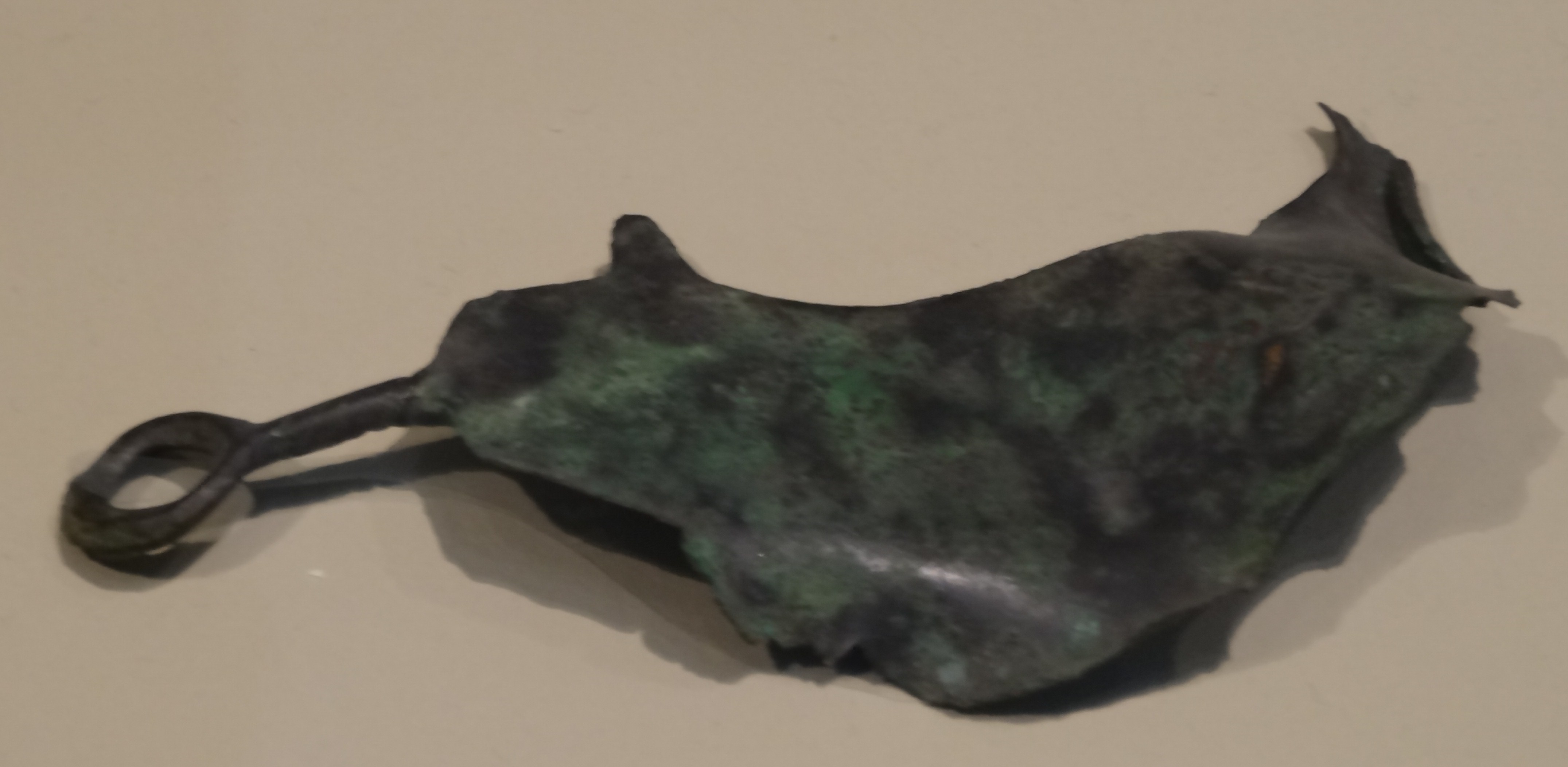
Rasoir

- les éventails dont on a retrouvé les manches en ivoire, en forme de mains (Vulci)[10]
- le chaudron ou le bassin et son trépied (Tarquinia)
- La râpe à fromage (Chianciano Terme et Sarteano)
- le Graffione, la broche à rôtir (Chianciano Terme et Piombino)
- le manche de passoire[11]
- le rasoir en demi-lune
- le brûle-parfum, un chariot cultuel thériomorphe[12] (figure zoomorphe mélange de corps d'oiseau, têtes de cerfs, le tout monté sur roues, exposé à Tarquinia)[13]
- l'aiguille à parfum (Poggio Civitate)
- le vase à double ampoule
- le vase avec alphabet écrit entier et ordonné sur le pourtour (probablement à fonction d'encrier)
- la charrette à deux roues avec bâche sous arceaux

Des objets sont autochtones, d'autres sont importés puis modifiés localement par ajouts de figures (détectable car de facture plus grossière).